# Fernando Curiel
Fernando Curiel Defossé (Ciudad de México, 27 de julio de 1942-16 de agosto de 2021) fue un abogado, ensayista, narrador y funcionario universitario mexicano. 

## Biografía
Desde 1980, fue investigador de tiempo completo en diversos institutos y programas académicos de la Universidad Nacional Autónoma de México (UNAM), en donde también tuvo varios cargos administrativos y académicos. Su figura ha sido galardonada por su obra ensayística con algunos premios entre los que destaca el Premio Xavier Villaurrutia, el Premio de Ensayo Literario José Revueltas, entre otros.